# Kinna Bellander
Christina "Kinna" Bellander, född 1955, är en svensk mediechef.
Bellander studerade först till civilingenjör på Kungliga tekniska högskolan och läste därefter på Journalisthögskolan. Därefter arbetade hon som journalist på Aftonbladet.
Bellander anställdes år 1991 av Moderna Tider Förlags AB som gav ut tidskiften Moderna tider och blev 1992 förlagets vd. Förlaget togs över av Modern Times Group 1999. Hon var också ansvarig för det stora millenniefirande som Jan Stenbeck anordnade. I mars 2000 avskaffades den särskilda vd-posten för tidskriftsförlaget och Bellander blev ansvarig för affärsområdet "Content & Event", senare kallat Modern Studios, där bland annat Strix Television ingick. I januari 2003 utsågs hon till vice VD för MTG.
I september 2004 gick Bellander över till TV4 för att bli chef för aktualitetsavdelningen. År 2007 blev Belander affärsutvecklare på TV4. Hon lämnade TV4 mot slutet av 2011.
Efter att hon lämnat TV4 har Bellander haft olika styrelseuppdrag, bland annat som styrelseledamot i Utbildningsradion, ordförande för HLK i Jönköping och från 2017 ordförande för Högskolan Dalarna.